# Endothyridae
Endothyridae es una familia de foraminíferos bentónicos de la superfamilia Endothyroidea, del suborden Fusulinina y del orden Fusulinida. Su rango cronoestratigráfico abarca desde el Fameniense (Devónico superior) hasta la Carbonífero superior.

## Discusión
Clasificaciones más recientes incluyen Endothyridae en el suborden Endothyrina, del orden Endothyrida, de la subclase Fusulinana de la clase Fusulinata.

## Clasificación
Endothyridae incluye a las siguientes subfamilias y géneros:
- Subfamilia Endostaffellinae
  - Andrejella †
  - Dainella †
  - Elergella †
  - Endostaffella †
  - Eoendothyra †
  - Eoquasiendothyra †
  - Euxinita †
  - Globochernella †
  - Granuliferella †
  - Granuliferelloides †
  - Holkeria †
  - Klubonibelia †
  - Latiendothyra †
  - Lysella †
  - Mediopsis †
  - Melatolla †
  - Neoparadainella †
  - Paradainella †
  - Paraendothyra †
  - Planoendothyra †
  - Pojarkovella †
  - Priscella †
  - Pseudochernyshinella †
  - Pseudoplanoendothyra †
  - Rectoendothyra †
  - Spinoendothyra †
  - Urbanella †
- Subfamilia Endothyrinae
  - Banffella †
  - Endothyra †
  - Eoendothyranopsis †, también considerado en la subfamilia Eoendothyranopsinae o en la subfamilia Globoendothyrinae
  - Globoendothyra †, también considerado en la subfamilia Globoendothyrinae
  - Klubovella †
  - Laxoendothyra †
  - Mirifica †
  - Omphalotis †
  - Paraplectogyra †
  - Quasiendothyra †
  - Semiendothyra †
  - Tuberendothyra †
  - Zellerinella †
- Subfamilia Haplophragmellinae
  - Corrigotubella †
  - Cribrospira †
  - Haplophragmella †
  - Haplophragmina †
  - Mikhailovella †
  - Rhodesinella †
- Subfamilia Endothyranopsinae
  - Cribranopsis †
  - Endothyranella †
  - Endothyranopsis †
  - Latiendothyranopsis †
  - Plectogyranopsis †
  - Spinothyra †
  - Timanella †

Otras subfamilias consideradas en Endothyridae son:
- Subfamilia Eoendothyranopsinae
  - Eoendothyranopsis †, también considerado en la subfamilia Endothyrinae
  - Skippella †, también considerado en la subfamilia Endothyrinae
- Subfamilia Neoendothyrinae
  - Neoendothyranella †

Otros géneros considerados en Endothyridae son:
- Birectoendothyra † de la subfamilia Endothyrinae, aceptado como subgénero de Endothyra, Endothyra (Birectoendothyra)
- Convexoendothyra † de la subfamilia Endothyranopsinae, aceptado como Plectogyranopsis
- Cribroendothyra † de la subfamilia Endothyrinae, aceptado como Quasiendothyra
- Cribroparaendothyra † de la subfamilia Endostaffellinae
- Endoglomospiranella † de la subfamilia Endothyrinae, aceptado como Laxoendothyra
- Eogloboendothyra † de la subfamilia Endothyrinae, considerado subgénero de Globoendothyra, Globoendothyra (Eogloboendothyra), y aceptado como Latiendothyra
- Eomillerella † de la subfamilia Endothyrinae, aceptado como Eoendothyranopsis
- Euxinella † de la subfamilia Endostaffellinae, sustituido por Euxinita
- Globoomphalotis † de la subfamilia Endothyrinae, considerado subgénero de Globoendothyra, Globoendothyra (Globoomphalotis), y aceptado como Globoomphalotis
- Haplophragminoides † de la subfamilia Haplophragmellinae, considerado subgénero de Haplophragmina, Haplophragmina (Haplophragminoides), y aceptado como Insolentitheca
- Inflatoendothyra † de la subfamilia Endostaffellinae, considerado subgénero de Spinoendothyra, Spinoendothyra (Inflatoendothyra), y aceptado como Inflatoendothyra
- Mediendothyra † de la subfamilia Endothyrinae, considerado subgénero de Endothyra, Endothyra (Mediendothyra), y aceptado como Paraplectogyra
- Nibelia † de la subfamilia Endostaffellinae, aceptado como Pojarkovella
- Plectogyra † de la subfamilia Endothyrinae, aceptado como Endothyra
- Plectogyrina † de la subfamilia Endothyrinae, considerado subgénero de Endothyra, Endothyra (Plectogyrina), y aceptado como Endothyra
- Rectoparaendothyra † de la subfamilia Endostaffellinae
- Rectoquasiendothyra † de la subfamilia Endothyrinae, considerado subgénero de Quasiendothyra, Quasiendothyra (Rectoquasiendothyra)
- Rhodesina † de la subfamilia Haplophragmellinae, aceptado como Rhodesinella
- Similisella † de la subfamilia Endothyrinae, aceptado como subgénero de Endothyra, Endothyra (Similisella)
- Skippella † de la subfamilia Endothyrinae, considerado sinónimo posterior de Eoendothyranopsis
- Spirella † de la subfamilia Endothyrinae, aceptado como subgénero de Endothyra, Endothyra (Spirella)
- Ugurus † de la subfamilia Endothyrinae, propuesto como nombre sustituto de Mirifica
- Zellerella † de la subfamilia Endothyrinae, aceptado como Eoendothyranopsis

Otros géneros de Endothyridae no asignados a ninguna subfamilia son:
- Cayeuxina †, de posición taxonómica incierta
- Matthewina †, de posición taxonómica incierta
- Orobias †
- Terquemina †, de posición taxonómica incierta
- Rectogranuliferella †, de posición taxonómica incierta